# Барр, Вики
Виктория (Вики) Барр (англ. Victoria (Vicki) Barr; род. 14 апреля 1982, Гейтсхед, Тайн-энд-Уир) — британская легкоатлетка, специалистка по бегу на короткие дистанции. Выступала на профессиональном уровне в 1999—2012 годах, обладательница бронзовых медалей чемпионатов мира на открытом стадионе и в помещении, серебряная призёрка Игр Содружества и чемпионата Европы, победительница ряда крупных международных стартов.

## Биография
Вики Барр родилась 14 апреля 1982 года в Гейтсхеде, графство Тайн-энд-Уир.
Первого серьёзного успеха на международном уровне добилась в сезоне 1999 года, когда вошла в состав британской сборной и выступила на Европейских юношеских олимпийских днях в Эсбьерге, где выиграла серебряную медаль в зачёте бега на 200 метров.
В 2007 году на чемпионате Великобритании в Манчестере стала бронзовой призёркой в беге на 400 метров.
На чемпионате Великобритании 2008 года в Бирмингеме получила серебро в 400-метровой дисциплине, уступив только Ли Макконнелл. В эстафете 4×400 метров была пятой на Кубке Европы в Анси. В качестве запасной бегуньи присутствовала в британской эстафетной команде на летних Олимпийских играх в Пекине, в итоге выйти здесь на старт ей не довелось.
В 2009 году в эстафете 4×400 метров завоевала серебряные награды на чемпионате Европы в помещении в Турине и на командном чемпионате Европы в Лейрии, взяла бронзу на чемпионате мира в Берлине (изначально британки финишировали четвёртыми, но после допинговой дисквалификации российской команды поднялись в итоговом протоколе на третью позицию).
Среди достижений 2010 года — третье место на чемпионате мира в помещении в Дохе, второе место на чемпионате Европы в Барселоне и на Играх Содружества в Дели — вместе с соотечественницами в программе эстафеты 4×400 метров.
Завершила спортивную карьеру по окончании сезона 2012 года.